# Рошканій-де-Сус
Рошканій-де-Сус (рум. Roșcanii de Sus) — село у Резинському районі Молдови. Входить до складу комуни, адміністративним центром якої є село Гідулень.

## Населення
За даними перепису населення 2004 року у селі проживали 207 осіб, усі — молдавани.